# Wenn die Conny mit dem Peter
Wenn die Conny mit dem Peter (mit Untertitel Teenager-Melodie) ist ein Schlagerfilm aus dem Jahr 1958. Die deutsche Produktion entstand unter der Regie von Fritz Umgelter. In den Hauptrollen sind Cornelia Froboess und Peter Kraus zu sehen.

## Handlung
Der reiche Generaldirektor Werneck, einst Gründer des Landschulheims Werneck in Klein-Wiesental, erhält von Lehrerin Fräulein Säuberlich einen Brief, in dem sie die unhaltbaren Zustände an der Schule schildert. Die Schüler würden nie dem Unterricht folgen, stattdessen nur Jazzmusik spielen und der Hausmeister sei ständig betrunken und müsste eigentlich entlassen werden. Werneck beschließt, sich die Zustände einmal anzusehen. Er spricht unter dem Namen Max Weber als neuer Hausmeister vor und wird für zwei Wochen zur Probe eingestellt. Nach diesen zwei Wochen ist nicht nur Schuljahresende, sondern auch das große Musikfestival der Landschulheime im Landschulheim Werneck geplant.
Tatsächlich haben die Schüler vor allem deswegen kaum Interesse an der Schule. In Latein, beim strengen Lehrer Dr. Schumann, gelingt vielen die Versetzung nur durch Betrug und vor allem der junge Peter kommt nicht über eine 4 hinaus. Im Sport und auch im Englischunterricht sind die Schüler jedoch bei der Sache, da die Lehrer ihnen wohlgesinnt sind. Bei Turnlehrer Schmidt darf sogar zur Jazz-Musik geturnt werden, während Englischlehrer Dr. Fellner von mehreren Mädchen umschwärmt wird. Auch die junge Conny ist heimlich in Fellner verliebt, stellt ihm Blumen auf den Lehrertisch und hat für den in sie verliebten Peter nur Freundschaft übrig. Als Peter jedoch die Schule verlassen muss, um Geld für seine schwerkranke Mutter zu verdienen, bricht Conny in Tränen aus.
Die Musiker beschließen, Geld für Peter zu sammeln. Unterstützung erhalten sie nach kurzer Zeit vom neuen „Hausmeister Max Weber“ alias Generaldirektor Werneck, den die Schüler bald nur noch Onkel Max nennen. Obwohl er eigentlich für Disziplin sorgen soll, organisiert er ihnen Auftrittsmöglichkeiten als Gruppe. Nur Turnlehrer Schmidt ist sonst in die Aktivitäten der Schüler eingeweiht. Als die Band auf einer Hochzeit spielt, erscheint dort auch das sittenstrenge Fräulein Säuberlich. Am nächsten Tag werden sämtliche Proben für das Musikfestival abgesagt und auch das Festival selbst soll nicht stattfinden. Dr. Fellner und Turnlehrer Schmidt, die sich schützend vor die Schüler stellen, denen ein kollektives Sitzenbleiben droht, sollen entlassen werden. Hilfe kommt von der frühreifen Vera, die die Schule ohnehin verlassen wollte und alle Schuld auf sich nimmt. Zudem lässt Generaldirektor Werneck über seinen Sekretär ausrichten, dass er in jedem Fall auf Durchführung des Festivals besteht.
Die Proben gehen weiter und da Werneck den Freunden heimlich Geld für Peter gibt, kann dieser die Operation seiner Mutter bezahlen. Ein Stipendium, das ihm den weiteren Besuch der Schule ermöglichen würde, kann er jedoch wegen seiner 4 in Latein nicht beantragen, sollten Schüler dafür doch eine Reihe an Einsen und Zweien auf dem Zeugnis vorweisen können. Werneck erkennt, dass diese Regelung von seinem übereifrigen und extrem strebsamen Sekretär eingeführt wurde. Beim Musikfestival, auf dem die Schulband mit mehreren Titeln auftritt, gibt sich Werneck nun als Generaldirektor zu erkennen und stimmt einem Stipendium für Peter zu, habe er doch mit seinem Tun der Schule große Dienste erwiesen. Conny gesteht Peter ihre Liebe und das Lehrerkollegium gelobt zukünftige Besserung im Sinne der Schüler.

## Produktion
Die Dreharbeiten zu Wenn die Conny mit dem Peter begannen Anfang Oktober in den Film-Ateliers Berlin-Tempelhof. Der Film erlebte am 18. Dezember 1958 in der Essener Lichtburg seine Premiere. Im Jahr 1960 drehten Cornelia Froboess und Peter Kraus mit Conny und Peter machen Musik einen weiteren gemeinsamen Schlagerfilm.
In Wenn die Conny mit dem Peter sind zahlreiche Schlager zu hören, die teilweise mehrfach und im Duett gesungen werden:
- Cornelia Froboess und Peter Kraus: Ich möchte mit dir träumen
- Cornelia Froboess und Peter Kraus: Teenager-Melodie
- Peter Kraus: Sugar-Baby
- Cornelia Froboess: Hey, Boys – How Do You Do
- Cornelia Froboess: Der Jolly Joker

Cornelia Froboess stand zum Zeitpunkt der Dreharbeiten bei der Electrola unter Vertrag, Peter Kraus jedoch bei Polydor. Da sich beide Plattenfirmen nicht auf eine gemeinsame Veröffentlichung der Duette von Froboess und Kraus einigen konnten, wurden die Filmduette für die Plattenveröffentlichungen neu eingespielt. Froboess sang die Titel mit Will Brandes ein, während Kraus die Wienerin Micky Main als Duettpartnerin erhielt.

## Kritik
Das Lexikon des internationalen Films bezeichnete Wenn die Conny mit dem Peter als „Prototyp jener Teenagerkomödien […], mit denen die bundesdeutsche Filmwirtschaft in den fünfziger Jahren auf die aus den USA importierte neue Jugendkultur reagierte.“ Peter Kraus agiere als „bieder-braver Elvis-Presley-Verschnitt“, während Conny Froboess „das saubere Mädchen von nebenan“ verkörpere. Der Film sei vor allem „als Zeitdokument nicht uninteressant.“
Die Filmblätter nannten Wenn die Conny mit dem Peter eine „Lausbubenherrlichkeit im fidelen Internat“.